# Biserica fostei mănăstiri premonstratense din Abram

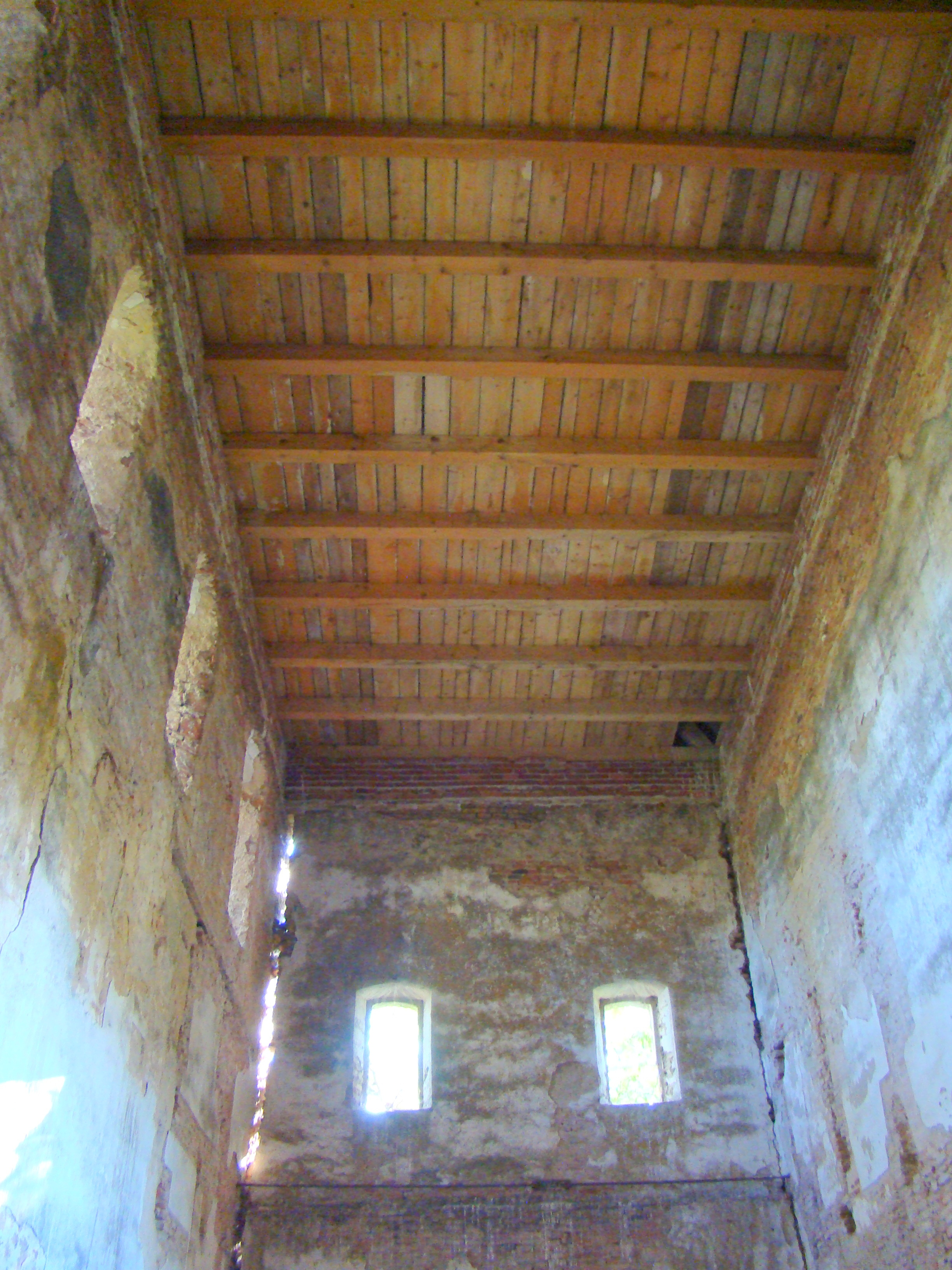
Interior

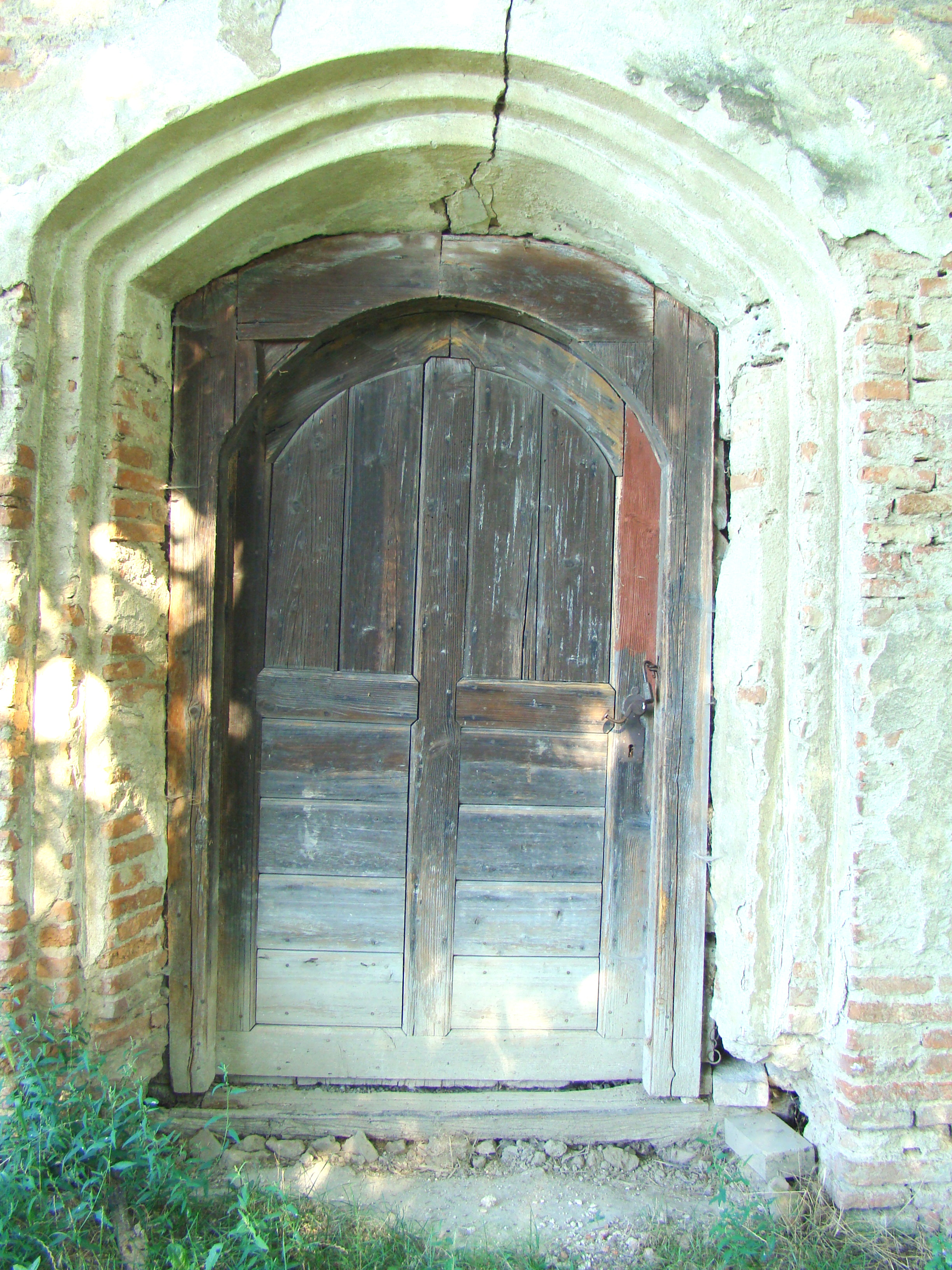
Ancadramentul intrării

Biserica fostei mănăstiri premonstratense se află în localitatea Abram, comuna Abram, județul Bihor. Biserica se află pe noua listă a monumentelor istorice sub codul LMI:  BH-II-m-B-01091.

## Istoric
Biserica, edificată în secolele XII–XIII de către ordinul premonstratens, este menționată documentar pentru prima dată în anul 1234. În Catalogus Ninivensis  edificiul este enumerat ca filie a mănăstirii Palyi din Ungaria. O altă mențiune documentară amintește de dreptul de patronat al familiei Csáki asupra bisericii, care i-a fost donată, împreună cu întreg satul Abram, în 1386. La mijlocul secolului al XVII-lea a devenit biserică parohială protestantă, dar din anii 1930 a fost lăsată în paragină. La sfârșitul secolului al XIX-lea turnul-clopotniță, situat la nord de biserică, a fost demolat datorită posibilității ca acesta să se prăbușească.
în anul 1999 Eparhia Reformată de Oradea a hotărât să înceapă demersurile pentru a restaura monumentul; au fost demarate și cercetări arheologice menite să clarifice etapele construcției și evoluția sa în timp. Cercetările au fost făcute de arheologii Muzeului Țării Crișurilor. Au fost descoperite  morminte medievale, cu un bogat inventar arheologic specific, inclusiv monede medievale și obiecte de cult sau personale, îngropate odată cu persoanele cărora le-au aparținut.

## Imagini

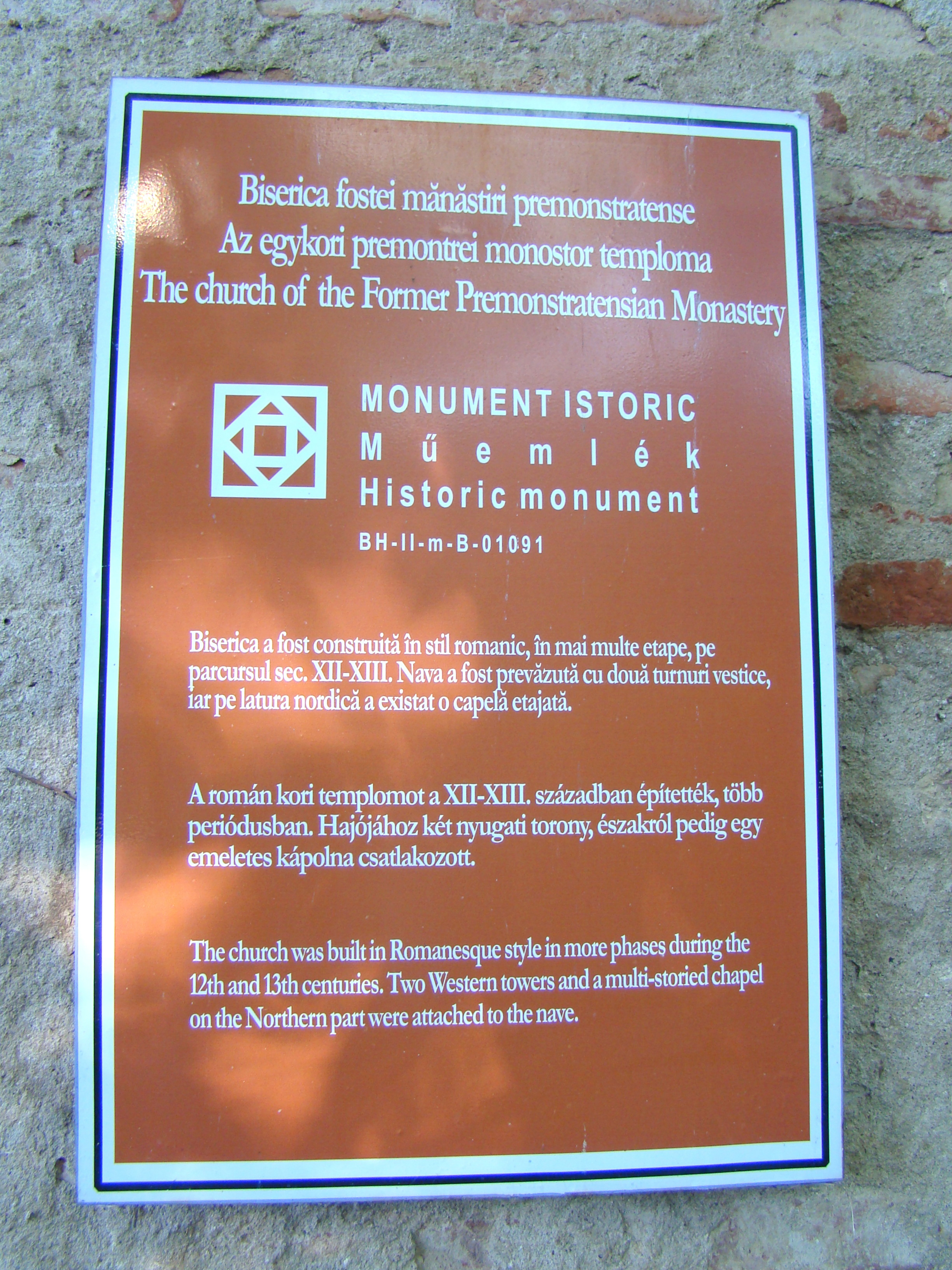
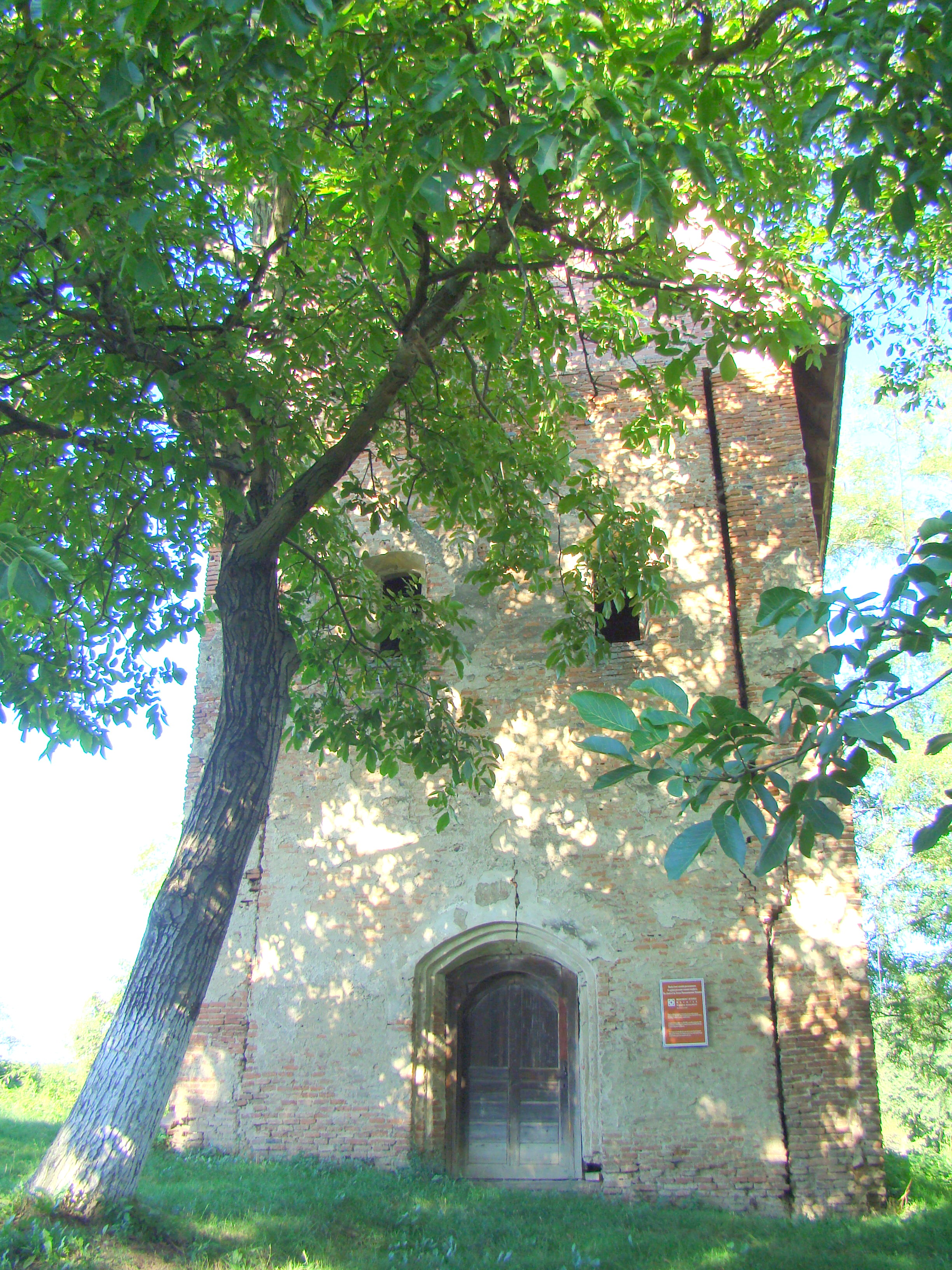
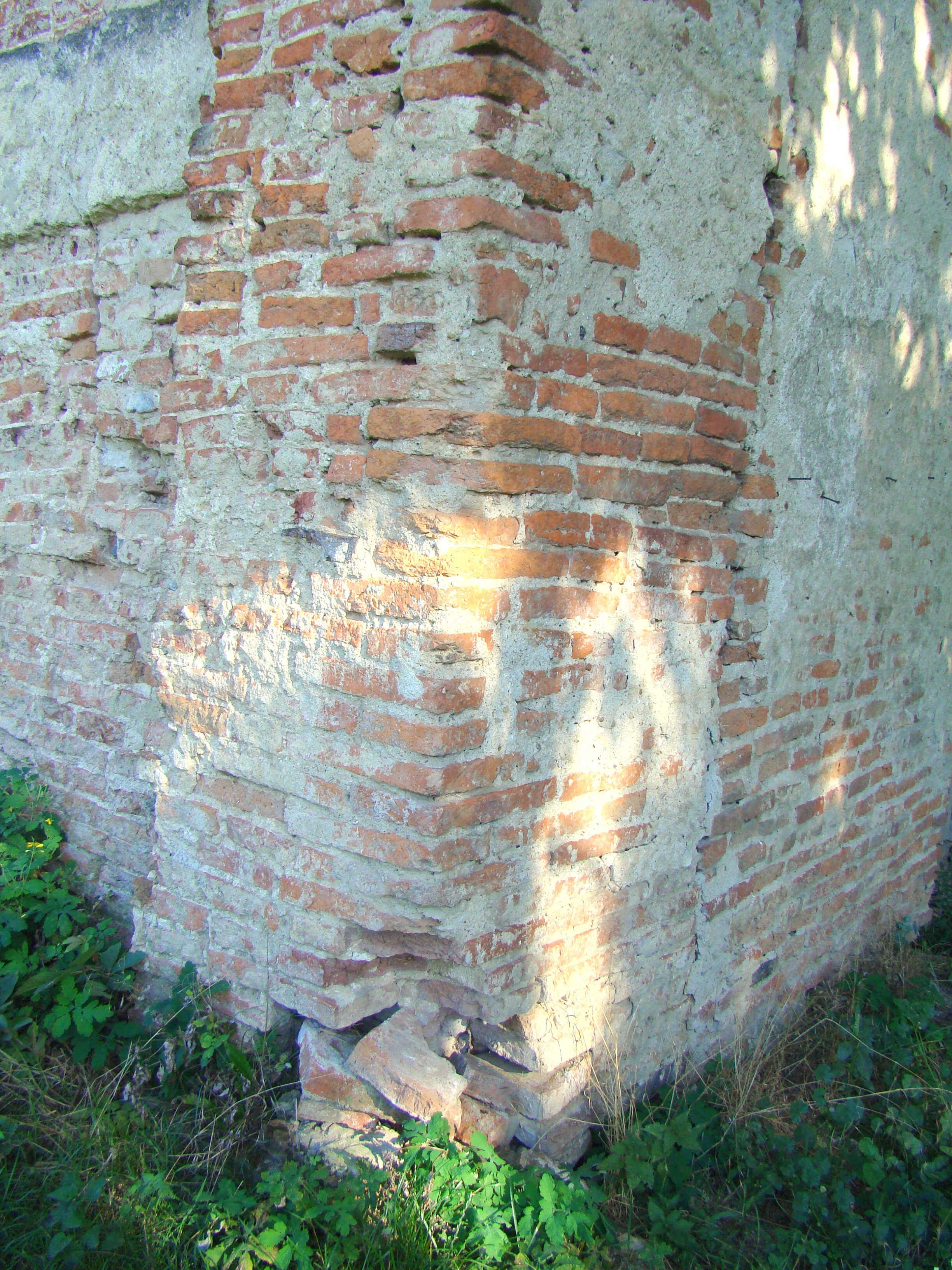
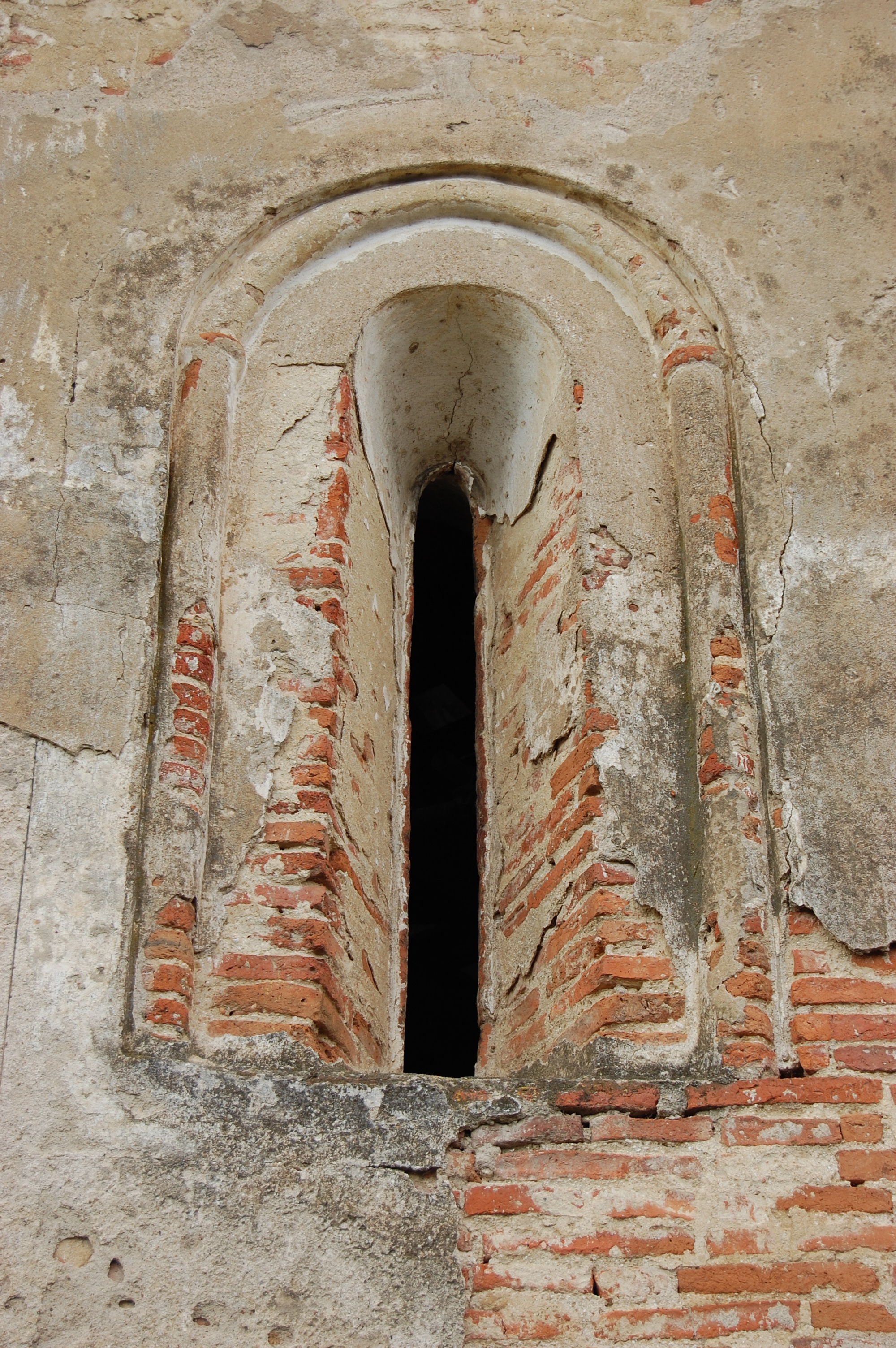
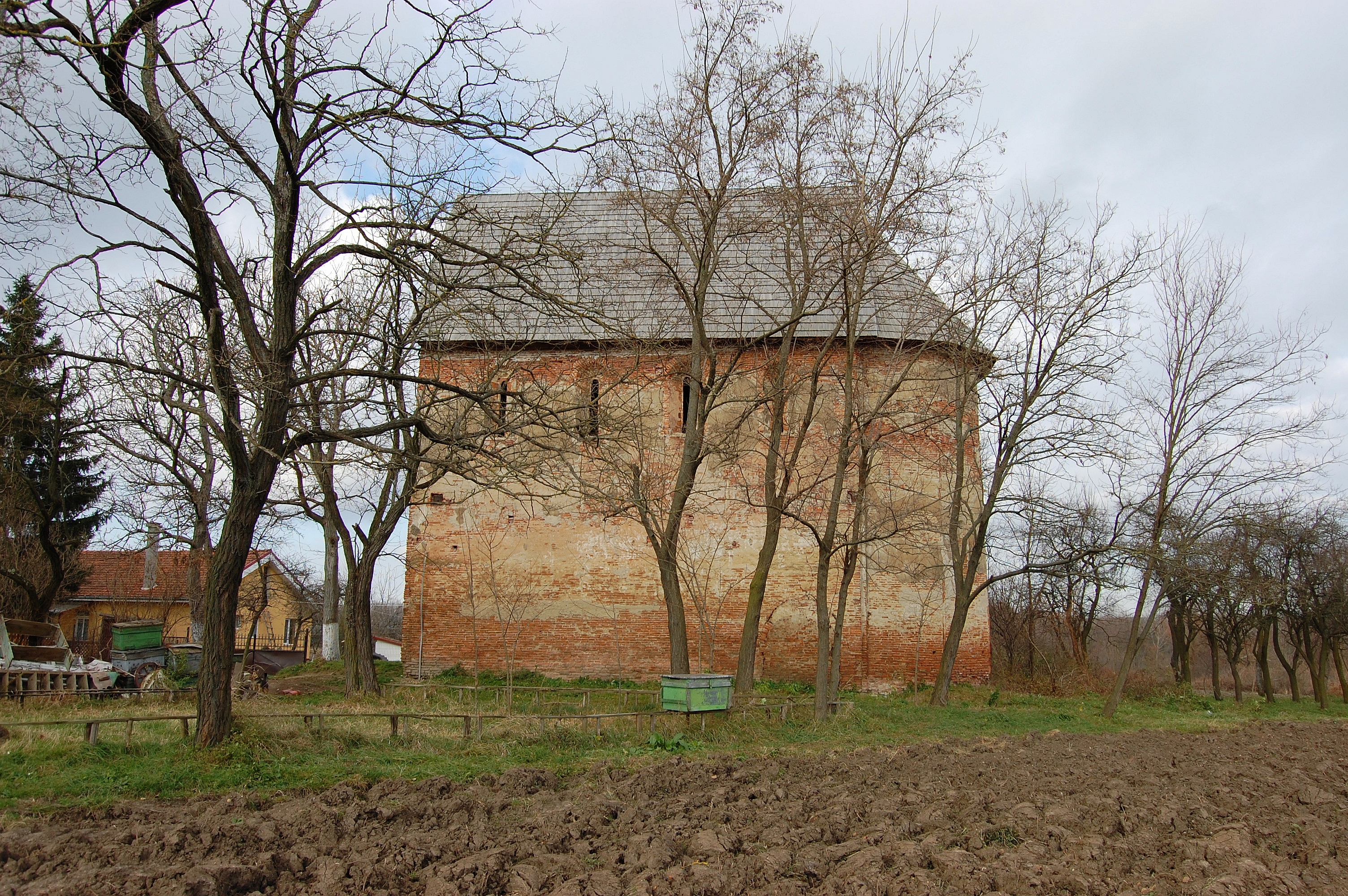
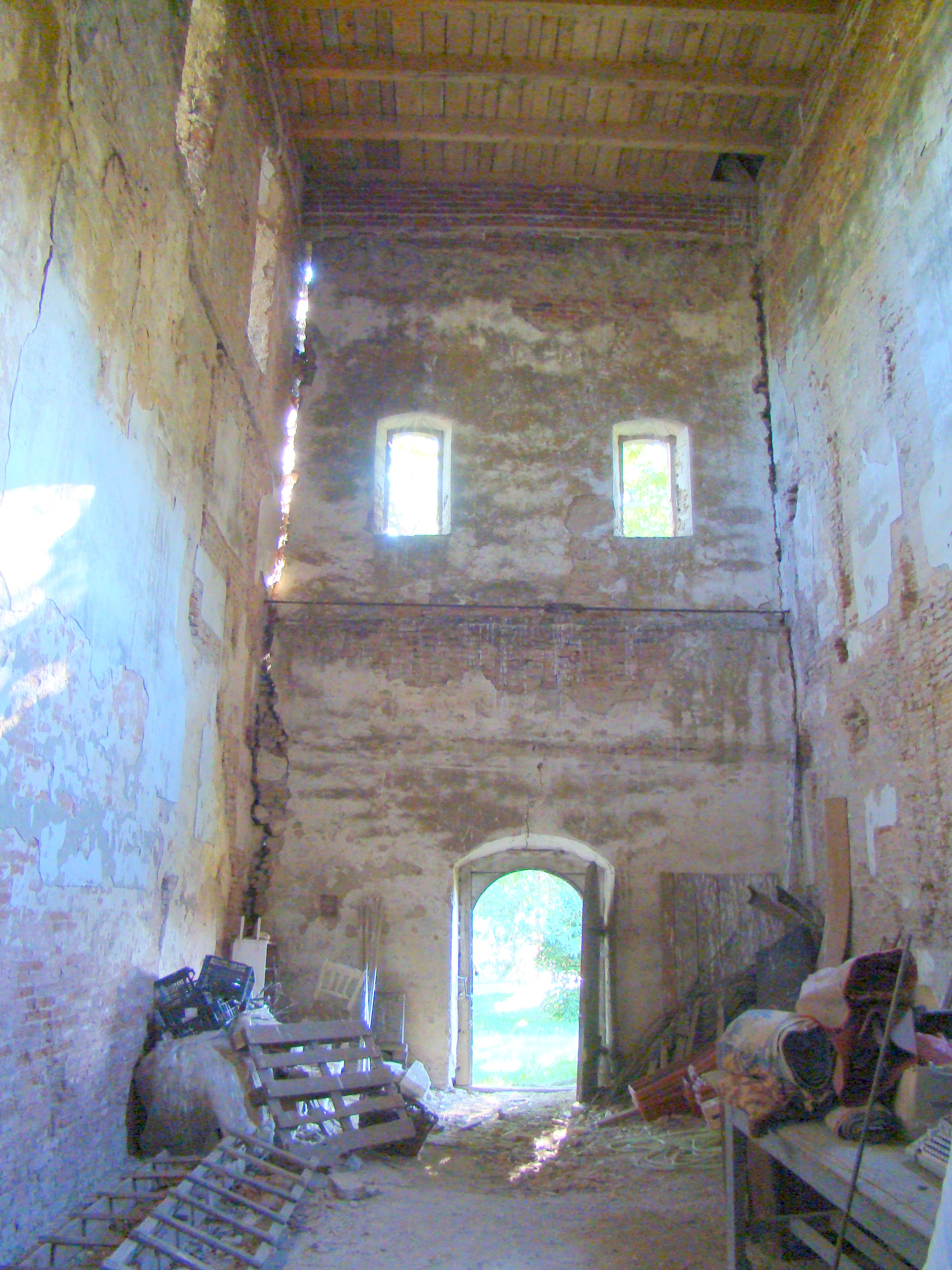
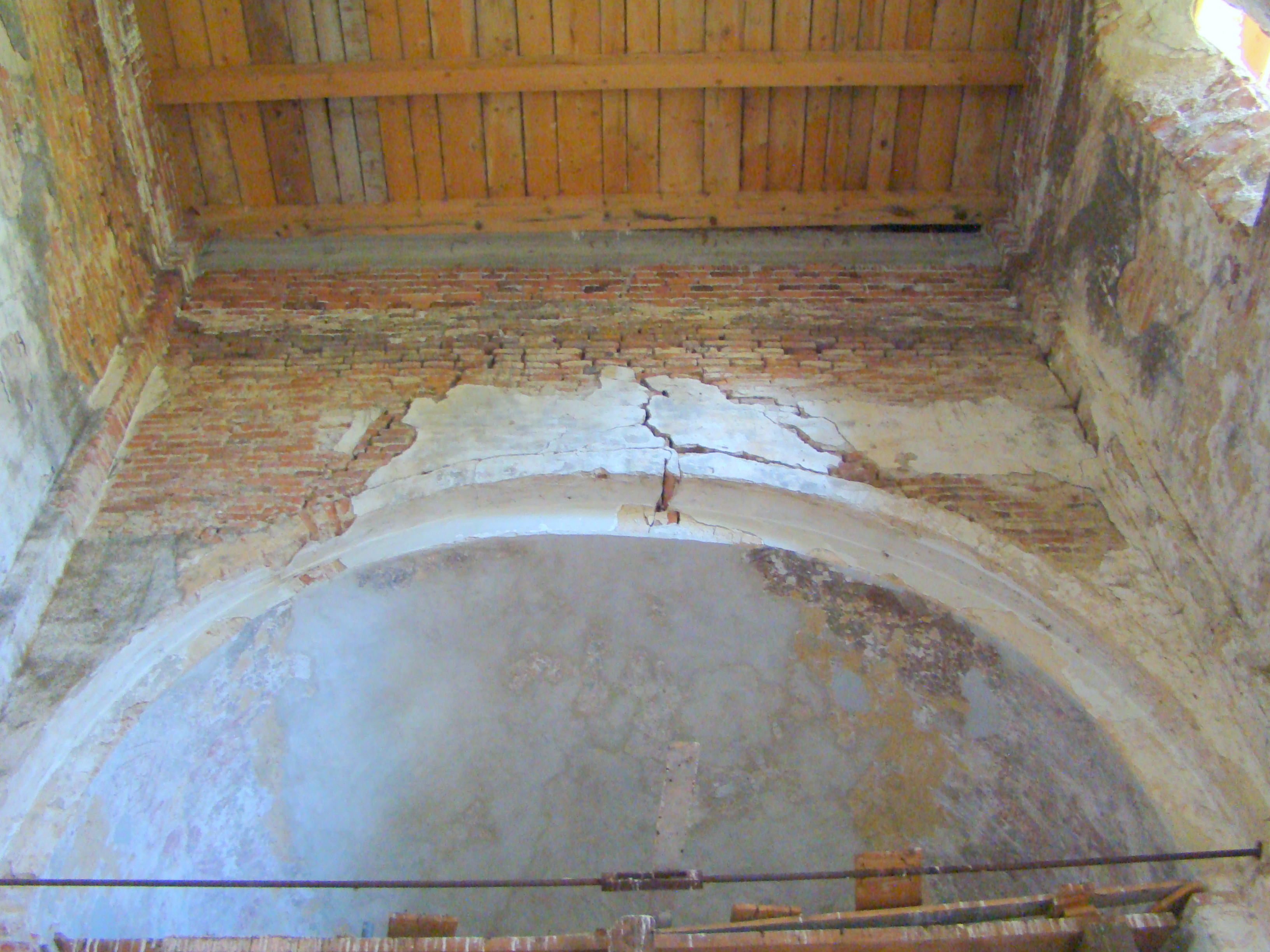
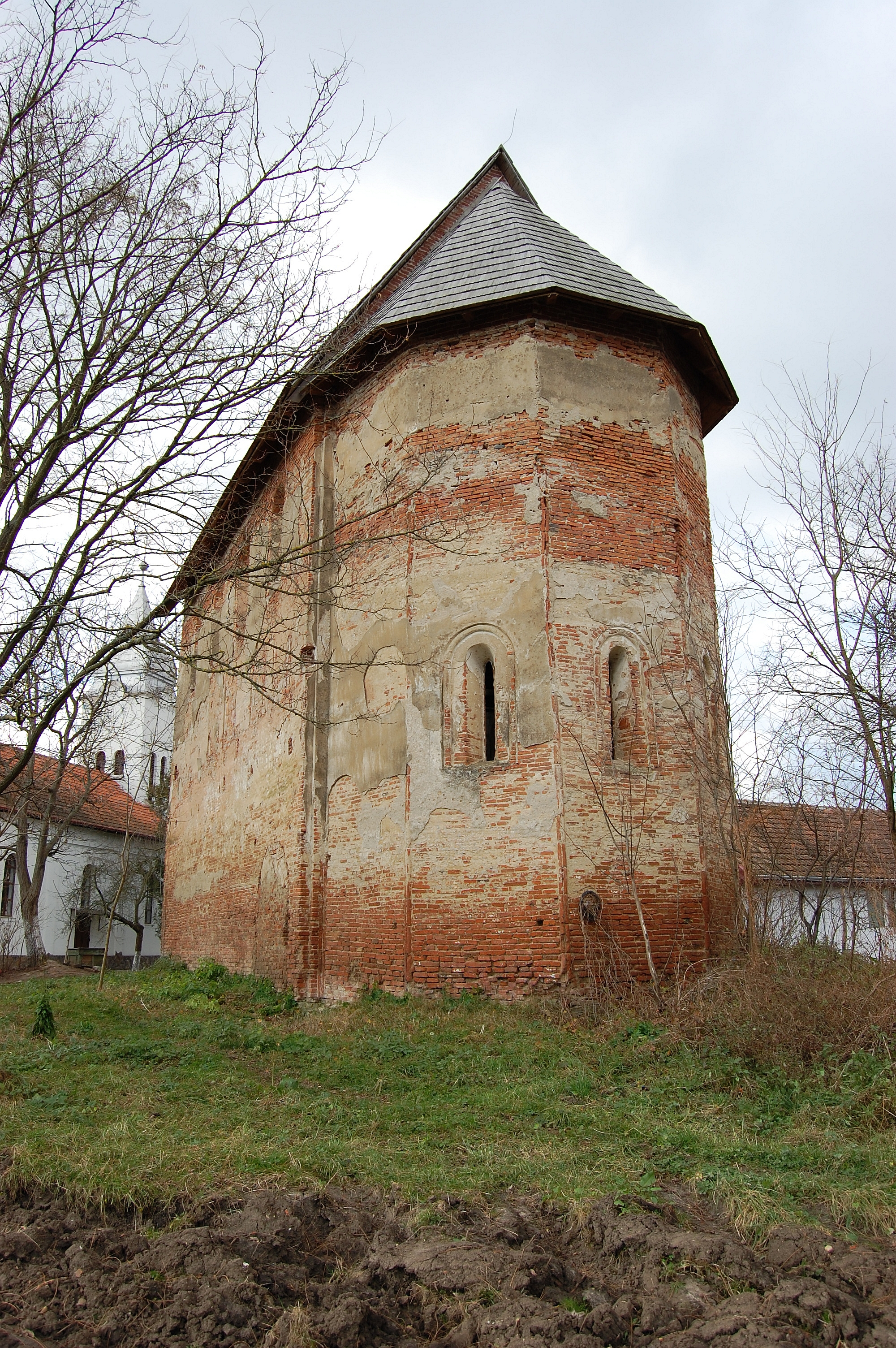